# Landschaftsschutzgebiet Biotopkomplex bei Vosshagen

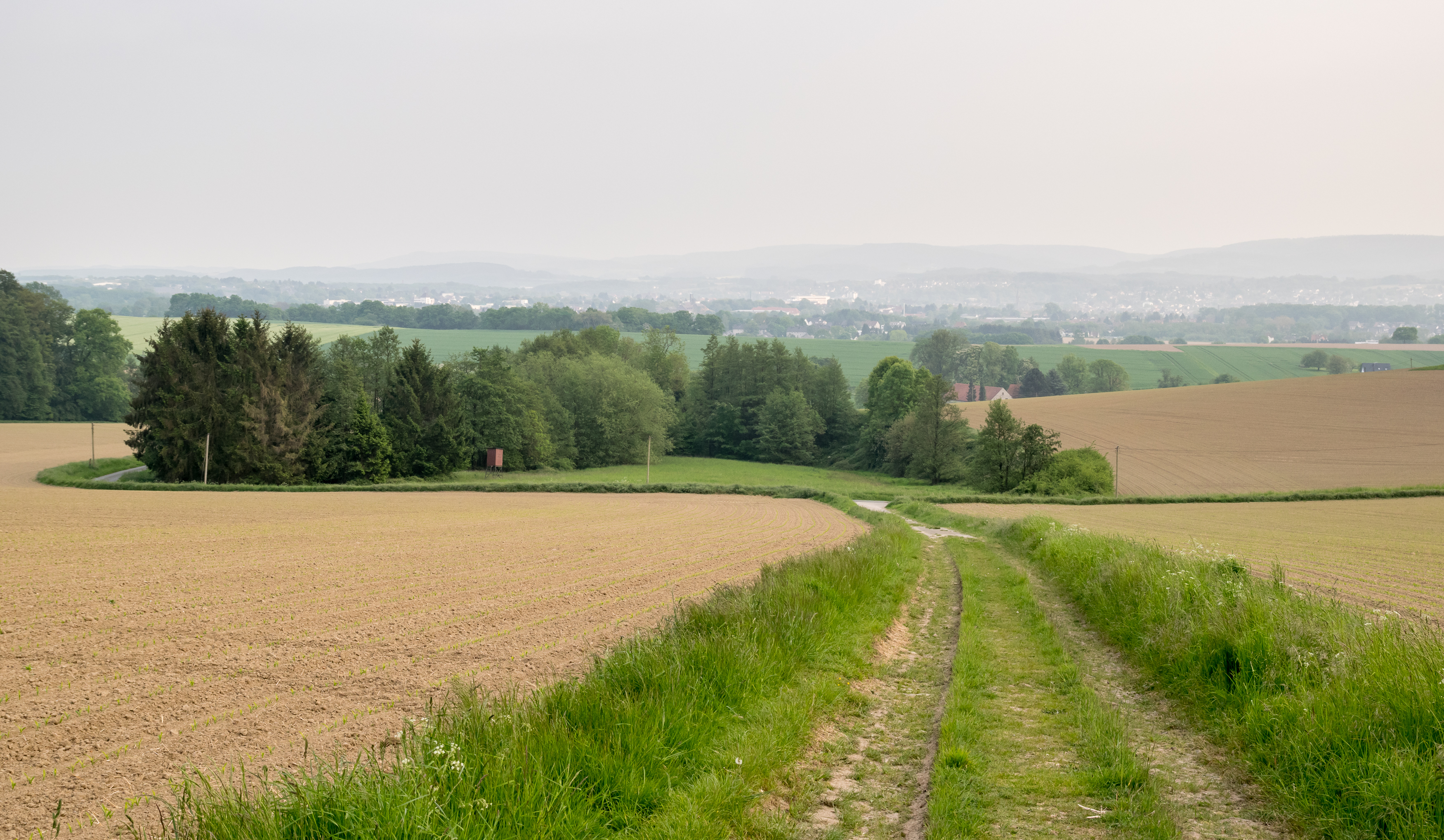
Landschaftsschutzgebiet Biotopkomplex bei Vosshagen in Bildmitte

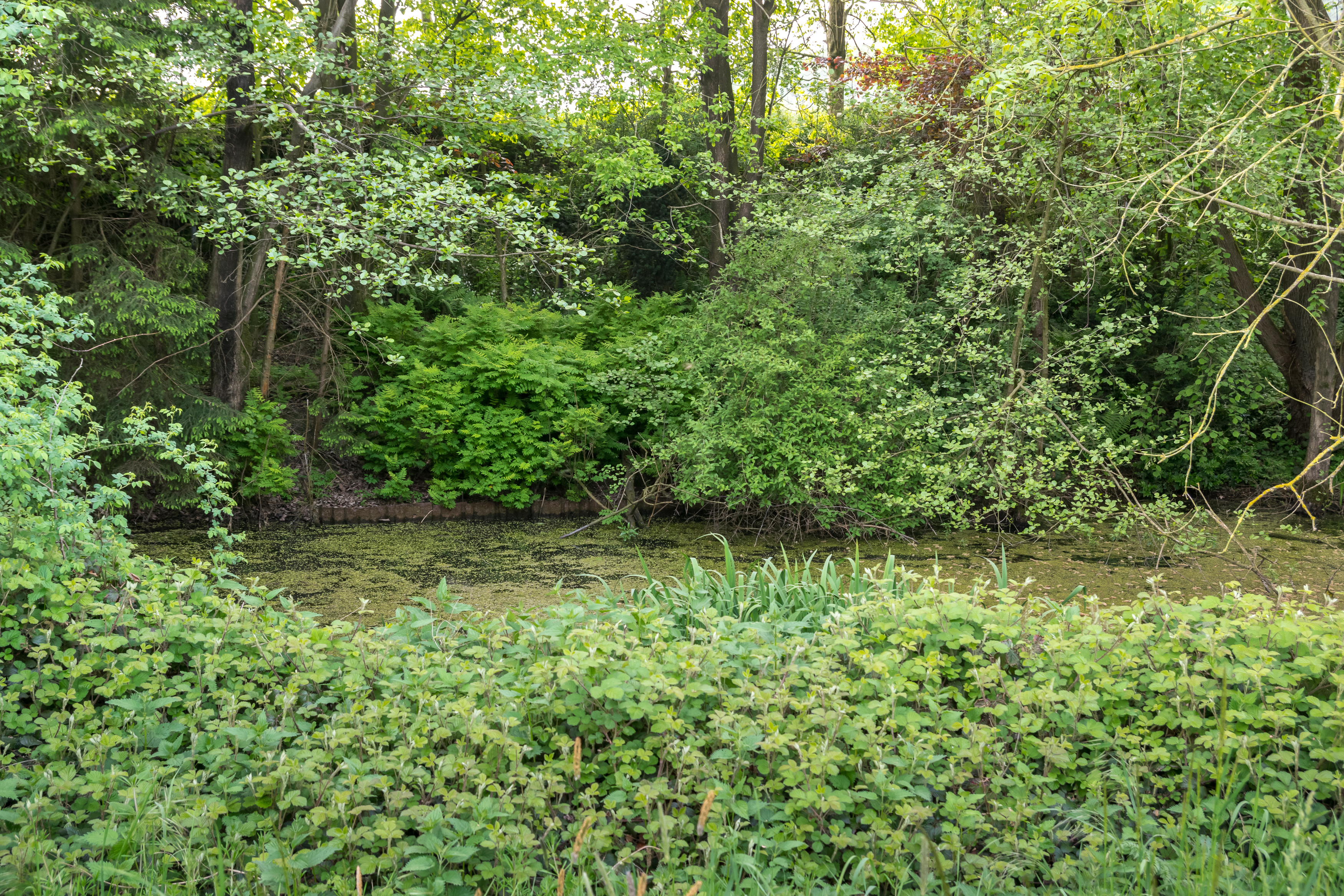
Tümpel in östlicher Teilfläche

Das Landschaftsschutzgebiet Biotopkomplex bei Vosshagen mit etwa 4 ha Flächengröße liegt nördlich von Oettern-Bremke im Stadtgebiet von Detmold. Es wurde 2006 mit dem Landschaftsplan Detmold durch den Kreistag des Kreises Lippe als Landschaftsschutzgebiet (LSG) ausgewiesen.

## Beschreibung
Das LSG umfasst zwei Teilflächen eines Biotopkomplex mit unterschiedlich geprägten Biotopen.
In der östlichen Teilfläche liegen Hecken, Wiesen, Streuobstwiesen und Tümpel. 
In der westlichen Teilfläche liegt ein Siek. Im Siekbereich gibt es eine terrassierte Steilkante und mehreren Quellaustritten. Im Siek befinden sich mehrere kleine intensiv genutzte Fischteiche. Um die Fischteiche stehen Fichten und Erlen. Das Grünland wird als Weide genutzt.

## Schutzzwecke für das LSG
Laut Landschaftsplan erfolgte die Ausweisung des LSG
- „zur Erhaltung und Wiederherstellung der Leistungsfähigkeit des Naturhaushaltes in ökologisch besonders wertvoll strukturierten Bereichen mit Wasser-, Klima- und Biotopschutzfunktionen,“
- „zur Erhaltung und Wiederherstellung von Quellbereichen und naturnahen Fließgewässern, Wald- und Grünlandbereichen unterschiedlicher Feuchtestufen, Feldgehölzen, Hecken und Obstwiesen,“
- „zur Erhaltung morphologisch ausgeprägter Bereiche zur Sicherung der landschaftlichen Eigenart und Vielfalt für die Erholung,“
- „zur Erhaltung wertvoller Biotopkomplexe aus Wald-Grünlandbereichen, Fließgewässern und Quellen sowie Biotopen nach § 62 LG mit wichtigen Refugial-, Puffer-, Trittstein- und Vernetzungsfunktionen,“
- „zur Erhaltung und Wiederherstellung wichtiger Rückzugsräume für die bedrohte Tier- und Pflanzenwelt,“
- „zur Sicherung der das Orts- und Landschaftsbild gliedernden und belebenden und die dörflichen Siedlungsstrukturen prägenden Freiraumelemente.“[1]

## Rechtliche Vorschriften
Im Landschaftsschutzgebiet ist unter anderem das Errichten von Bauten und Fischteichen verboten. Grün- und Brachland darf nicht in eine andere Nutzungsart umgewandelt oder umgebrochen werden.